# Magyarus typicus
Magyarus typicus là một loài nhện trong họ Salticidae.
Loài này thuộc chi Magyarus. Magyarus typicus được Marek Żabka miêu tả năm 1985.